# Mark Esper
Mark Thomas Esper (Uniontown, 26 aprile 1964) è un politico ed ex militare statunitense, segretario della Difesa nella prima presidenza Trump dal 2019 al 2020.

## Biografia
Diplomatosi alla Laurel Highlands High School nel 1982, consegue un diploma accademico in ingegneria presso la United States Military Academy. Nel 1995 consegue una laurea in pubblica amministrazione ad Harvard e un dottorato in filosofia alla George Washington University.
Nel campo militare, Esper prestò servizio come ufficiale di fanteria della 101ª divisione durante la guerra del Golfo tra il 1990 e il 1991. Venne premiato con una stella di bronzo. In seguito comandò una compagnia aerea di fucilieri in Europa fino a prestare servizio al Pentagono.
Il 19 giugno 2017 venne nominato dal presidente americano Donald Trump come Segretario dell'Esercito. Dopo l'approvazione del Senato per la sua nomina, entrò in carica il 20 novembre 2017. Il 24 giugno 2019 assunse la carica ad interim di Segretario della Difesa dopo le dimissioni del suo predecessore Patrick Shanahan che aveva assunto la carica ad interim dopo le dimissioni di James Mattis. Esper rimase in carica fino alla sua nomina ufficiale da segretario, confermata dal Senato con 90 sì e 8 no, con decorrenza ufficiale dal 23 luglio 2019.
Nel 2020, Esper ha rifiutato di schierare truppe militari in servizio attivo contro i manifestanti brutali nei confronti della polizia, il che, secondo quanto riferito, ha fatto arrabbiare Donald Trump. Il 9 novembre 2020, Trump ne ha annunciato la rimozione dal suo incarico tramite il suo profilo Twitter.

## Vita privata
Esper è sposato con Leah Lacy dal 1989. La coppia ha tre figli: Luke, John e Kate.